# ユージ
ユージ（Yuji、1987年9月9日 - ）は、日本のタレント、ファッションモデルである。本名はトーマス・ユージ・ゴードン（英: Thomas Yuji Gordon）。
レプロエンタテインメント所属。自由の森学園高等学校卒業。

## 略歴
1987年9月9日、アメリカ合衆国フロリダ州マイアミで生まれる。父親は『バッドボーイズ2バッド』や『トランスポーター2』など多数の映画 に出演したアメリカ人俳優のマイケル・ゴードン (Michael Gordon) で、日本人の母親はアメリカでモデルとして活動していた。父方の曾祖父はドミニカ共和国元大統領のアントニオ・グスマン、祖父は駐日ドミニカ大使を務めた人物であった。祖父の駐日大使時代に上智大学に通っていた父が、同校国際学部に通っていた母と出会い、祖父の任期が終わるとともにアメリカで結婚生活を始めた。幼い頃はマイアミの高級ホテルの49階を借り切って自宅として住んでいた。
彼が5歳の時に両親が離婚、母親と共に日本へ渡り、東京都東村山市で暮らし始める。離婚の際、母が慰謝料や養育費を貰わなかったため、母はいくつもの仕事を掛け持ちしていた。日本語は、テレビアニメ『それいけ!アンパンマン』と『妖怪人間ベム』を見て覚え、小学2年生まではインターナショナル・スクールに通っていた。小学生時代、本名のことでからかわれる、またクラスメイトに自分の曾祖父がドミニカ共和国の大統領だということを話したが信じてもらえず、「嘘つき」という渾名を付けられた経験がある。貧乏暮らしに嫌気が差し、不良となり非行を繰り返した挙句、15歳の時に母から一切の連絡を取らないように言い渡され勘当された。2006年、母親の知人女性の提案によりアメリカロサンゼルスを訪れ、そこで14年ぶりに父親と再会した。
2014年2月14日、7歳年上の一般女性と結婚。妻には元夫との間に生まれた男児がいる。ユージの実子は、同年5月20日に女児、2015年7月28日に女児、2022年12月23日に男児が誕生した。

## 人物

### 俳優
2002年、「永井有司」名義で子役モデルとして芸能活動を開始した。同年、黒沢清監督映画『アカルイミライ』に出演。
2005年、テレビドラマ『ごくせん』第2シリーズのオーディションに合格するも、同ドラマの撮影開始前に乗って走っていたオートバイごと車にはねられて左足開放性複雑骨折のため緊急入院し、1年間の入院、リハビリの末ようやく歩けるようになったが、同ドラマへの出演はできなかった。2008年、同ドラマの第3シリーズに山本ユウジ役で出演した。主要生徒ではなかったためいつもは出番が少なかったが、第9話のみ主要生徒となったため出番が多かった。

### モデル・テレビタレント
2004年にレヴィプロダクションズ（後のレプロエンタテインメント）に移籍し、ファッションモデルとしての活動を開始する。2009年からファッション雑誌『FINEBOYS』の専属モデルを務める。
2009年にクイズバラエティ番組『さんまのSUPERからくりTV』（TBS）内で結成されたバンド、サザエオールスターズに練習生として加入した。

### 元・大工見習い
朝日放送（ABC）制作、テレビ朝日系列で現在不定期放送されている『大改造!!劇的ビフォーアフター』の「有名人の実家リフォーム相談スペシャル」に「実家の庭のリフォームをして欲しい」と応募。親孝行のため、業者に全てを任せず、ユージ本人がデビュー前、大工見習い時代に着ていた紫色の作業着 を纏い、建築関係の仕事をしている友人たちとともに改装工事に参加する。
「ガーデンリフォームの匠」である金井良一 を招き、50万円の低予算で、廃材を有効に活用した家庭菜園と農機具を収納する倉庫を完成させた。この模様は「物件200 ギックリ腰になる庭」として、2011年5月29日と6月5日に放送された。後に、金井と友人たちとともに「チーム金井」を結成。箱根町にある箱根マイセン美術館や、岩手県にある保育園から「放送時と同じメンバーでリフォームをお願いしたい」とリクエストがあり、それらの物件のリフォームに金井のアシスタントとして同行した。その後も、TKOの木本武宏の実家の庭の作業にサプライズで手伝ったり、鹿児島県やドイツの個人宅のガーデンリフォーム、長崎バイオパークのキリン小屋と水飲み場の改装、ロビンソンズ・山崎ノボルが購入した団地の専用庭の改造にも協力。金井から「愛弟子」と評されるまでに関係を深めていく。
大工以外にもスプレーアートも特技として持っており、保育園の園庭リフォームでは、子供たちが喜びそうな動物のイラストを描くことが多い。同じく番組の準レギュラーであるえとう窓口の新しい住居（富津市）の改装にも番組に懇願し、助っ人で登場。クールポコ・小野まじめが、えとうのマイカーのためにと購入した中古の白い軽ワゴン車（スバル・ディアスワゴン）の車体に、富津の沿岸で観られる富士山と、ダイヤモンド富士をイメージしたイラストをえとう本人には内緒で装飾し喜ばせた。

### エピソード
趣味はギター、サッカー、スノーボードなど。特技は日曜大工、英語、イラスト。口でトランペットの音を出すことが得意で、「トランペットよりもトランペットらしい」と言われたことがある。ただし、曲のレパートリーは『蛍の光』のみである。
容姿や芸風の類似から、モデル時代からの友人JOYと度々比較され、間違われる。JOYが肺結核で休養した際は、彼が火曜日レギュラーとして出演予定だった『ヒルナンデス!』に代役で出演したこともあった。二人で2015年には『徹子の部屋』に、2025年には『ぽかぽか』に、ゲスト出演した。ぽかぽかに出演した際には、テレビ側がユージ、JOYのテロップを逆に表示するミスをされてしまう。ユージはこれを「テロップ逆なｗ」と自虐ネタとしてXに投稿した。
2016年5月15日に放送された、『大改造!!劇的ビフォーアフター』「物件297 四角四面の保育園」 で、鹿児島県にある保育園の中庭を改装する際、ユージが出演する度にJOYと間違われていたため、JOYから「自分も匠のアシスタントをやりたい」と、ユージに懇願。「本気で作業を行うリフォームの仕事に付いていける覚悟があるなら」と確認した上で、二人で現場へ向かう。庭に土だけを盛った築山に巨大なツリーハウスを造ったり、大量の古タイヤを組んで展望台にする作業などを一緒に手伝い、匠や父親たちから高い評価を得た。
松任谷由実はユージの母親の旧友でもあり、ユージの事も幼少時から知っていて可愛がっていたため、芸能界デビューが決まって嬉しかったなどとユーミン本人も自身のインターネットラジオ「ウィークエンドスペシャル 松任谷由実はじめました」で語っている。ユーミンの映像作品『YUMING SURF & SNOW in Zushi Marina Vol.16』のDisc 2に収録されている「THE HISTORY OF YUMING SURF & SNOW in HAYAMA & ZUSHI MARINA」の会話に出てくるトーマスとは、ユージのことである。

### 受賞
- 2016年度ベスト・ファーザー イエローリボン賞 芸能部門[30]
- 第13回イクメン/男性育休オブザイヤー2023「男性育休タレント部門」[31]

### その他
2011年7月、所属事務所レプロエンタテインメントによるチャリティー活動「レプロ・ハピチャリ・プロジェクト」のテーマ曲「虹の向こうへ」に参加。
愛車はベントレーの「ベンテイガ」とポルシェ「911 GT3」、メルセデスベンツ「G400d manufaktur Edition」。

## 出演

### テレビ番組
- トキめけ!ウィークワンダー（フジテレビ）隔週
- imagine-nation（NHKワールドTV）
- 不可思議探偵団（日本テレビ、2010年 - 2011年）
- 資格☆はばたく（2011年、NHK教育）6月ゲストレギュラー
- ヒルナンデス!（日本テレビ、2011年4月 - 2012年3月） - 月曜レギュラー
- 海老名さん家の茶ぶ台（TBS）進行担当
- SCREEN ON TV（マイティビジョン）不定期
- さんまのSUPERからくりTV（TBS）不定期
- 所さんの目がテン!（2012年4月7日 - 2016年3月20日、日本テレビ）- 　2014年1月からは酒井善史と2016年からは酒井と渡辺裕太と隔週交代で出演[32]
- レミほうだい（食と旅のフーディーズTV）- レギュラー[32]
- アッコにおまかせ!（TBS）- 準レギュラー[32]
- ホムカミ（TBS系）- 準レギュラー[32]
- あさイチ（NHK総合）木曜日「JAPAなび」- 準レギュラー[32]
- めざせ!グルメスター（NHK BSプレミアム）- 準レギュラー[32]
- えがおの音〜ふくしまの、おいしい笑顔〜（TBS）- レギュラー
- 鉄道紀行 ニッポンぶらり鉄道旅 (NHK BSプレミアム) - 旅人
  - パイロット版 東武伊勢崎線（東武スカイツリーライン）・東京モノレール羽田空港線 (2014年3月27日) - 東京モノレール部分のみ
  - 第5回 西武新宿線 (2014年5月8日)
  - 第10回 東京モノレール羽田空港線 (2014年6月19日)
  - 第17回 JR北海道函館本線 (2014年9月11日)
  - 第21回 都電荒川線 (2014年11月6日)
  - 第30回 JR西日本大阪環状線 (2015年2月12日)
  - 第131回 JR磐越西線・会津鉄道会津線 (2018年6月7日)
  - 第157回 都営地下鉄大江戸線 (2019年4月18日)
  - 第165回 JR五能線 (2019年7月25日)
  - 第184回 阪急電鉄神戸線 (2020年3月19日)
  - 特別編2 (2020年7月16日)
  - 第188回 JR中央線 (2020年8月6日)
  - 第193回 東京メトロ日比谷線 (2020年10月8日)
  - 第199回 伊豆急行線 (2020年12月17日)
- すイエんサー（NHK Eテレ、2015年3月31日 - 2018年3月27日）- MC
- タモリ倶楽部　不定期
- トラック乗り継ぎの旅　不定期
- 趣味の園芸 やさいの時間（NHK Eテレ、2015年4月5日 - 2017年3月26日）
- ゴゴスマ -GO GO!Smile!-（TBS系、2014年9月29日 - ） - 月曜レギュラー
- 趣味どきっ!（NHK Eテレ）- 「おと歩き旅」「餃子キングダム」
- 大改造!!劇的ビフォーアフター2時間スペシャル鹿児島県姶良市の保育園の園庭をリフォーム　2016年5月15日（テレビ朝日）
- ディノスTHEストア（2021年10月10日（11日深夜） - 、フジテレビ） - ストアマネージャー（MC）
- 発見!タカトシランド (2022年1月14日・28日、北海道文化放送)

### テレビドラマ
- Deep Love 〜アユの物語〜（テレビ東京、2004年）
- 野ブタ。をプロデュース（日本テレビ、2005年）
- ごくせん 第3シリーズ（日本テレビ、2008年） - 山本ユウジ 役
- ギラギラ（朝日放送・テレビ朝日、2008年） - 健 役
- 歌セラ 第3回「避難カラオケ」（TUY・TBC・HBCほか、2010年）
- SHIBUHARA GIRLS 第5・6・12話（MTVジャパン、2011年） - ユージ（本人）役
- シングルマザーズ（NHK総合、2012年） - 小暮洋輔 役
- いってきます！～岐阜・飛騨 古川やんちゃ物語～（東海テレビ、2021年1月1日） - 小宮健介 役[33]

### ラジオ番組
- TECHNOS COLLEGE YOUNG BLOOD（エフエムインターウェーブ）
- ユージと中野裕太のオールナイトニッポンモバイル（ニッポン放送）
- レプロ・メンズネットラジオ
- なな→きゅう （文化放送、2019年4月2日 - 2021年3月23日） - 火曜日パートナー
- NEXCO東日本 presents ハロー・ハイウェイ（TOKYO FM、他JFN11局）
- ONE MORNING（TOKYO FM・JFNC、2021年4月1日 - ） - 2代目メインパーソナリティ[34][35]

### 映画
- アカルイミライ（2002年） - 誠 役[注 3]
- ROOKIES -卒業-（2009年） - 二子玉川学園高校生徒 役
- ごくせん THE MOVIE（2009年） - 山本ユウジ 役

### 舞台
- 舞台版 こちら葛飾区亀有公園前派出所（2016年9月、AiiA 2.5Theater Tokyo、サンケイホールブリーゼ） - 中川圭一 役

### 広告
- JT飲料「SENOBY」 人類にペプチド バスケ篇（2004年）
- 日立工機（2016年）

### ファッションショー
- 東京コレクション/choichangho 2006 S/S
- ナイキ 2004
- アディダス 2006

### 司会
- 渋谷女祭り2010
- INI ショーケース2022

### ミュージック・ビデオ
- 安良城紅「Infinite...」
- Juliet「モトカノ」
- Sweep「Disconnect」
- BES「コムギLOVE feat.若旦那 & May J.」
- CHIHIRO「YES」
- LEO「愛しくて」

### 雑誌
- FINEBOYS（日之出出版）専属
- DVD&ブルーレイVISION（日之出出版）[32]

## 書籍
- ヤンキーセレブ マミーが僕をころしにやってくる（日之出出版、2011年3月）ISBN 978-4-89198-135-8